# 布萊克林 (科菲縣)
布萊克林（英語：Brooklyn）是一個位於美國阿拉巴馬州科菲縣的非建制地區。該地的面積和人口皆未知。

## 地理
布萊克林的座標為31°18′47″N 86°10′16″W / 31.31305°N 86.17111°W，而該地最高點為海拔高度94米（即308英尺）。